# Distrito Genil
Genil es un distrito municipal de la ciudad de Granada, en España, situado en la zona suroriental de la capital granadina. Está compuesto por los barrios de Bola de Oro, Camino de los Neveros, carretera de la Sierra, Castaño-Mirasierra, Cervantes y Lancha del Genil. Genil limita con los distritos de Zaidín, Ronda, Centro y Albaicín, así como con los términos municipales de La Zubia, Cájar, Huétor Vega y Cenes de la Vega.
El distrito es atravesado por el río que le da nombre. Se fue configurando como una extensión del barrio histórico del Realejo y desahogo a la creciente urbanización de los grandes barrios del sur de Granada. En los siglos XVIII y XIX el margen del río Genil fue la zona de recreo y ocio de la ciudad, sobre todo por las clases altas, debido a su extensa vegetación y ya a comienzos del siglo XX se ordenó el antiguo paseo de los Colegiales para crear el paseo de la Bomba y el paseo del Violón como espacio verde ajardinado muestra del desarrollo de estilo europeo.
A mediado del siglo XX es cuando la zona de Genil se comienza a urbanizar para uso residencial constituyendo el barrio de Cervantes.